# Марина, герцогиня Кентская
Мари́на Гре́ческая и Да́тская, герцоги́ня Ке́нтская (англ. Marina of Greece and Denmark, Duchess of Kent; 30 ноября (13 декабря) 1906 года, Афины — 27 августа 1968 года, Лондон) — греческая принцесса из рода Глюксбургов, дочь принца Николая Греческого и Датского и великой княжны Елены Владимировны, жена герцога Кентского Георга, сына короля Великобритании Георга V.

## Ранние годы
Принцесса Марина Греческая и Датская родилась 13 декабря 1906 года в Афинах в семье принца Николая Греческого и Датского и его жены великой княжны Елены Владимировны. Она была младшей из трёх дочерей пары. По отцовской линии Марина приходилась внучкой королю Греции Георгу I и великой княжне Ольге Константиновне ; по материнской — великому князю Владимиру Александровичу и Марии Мекленбург-Шверинской.
Девочка была крещена в конце 1906 года; её крёстными стали король Греции Георг I, король Великобритании Эдуард VII, Андрей, принц Греческий и Датский, принцесса Уэльская Мария, великий князь Борис Владимирович и великая княгиня Виктория Фёдоровна.
Первым языком, на котором заговорила девочка, стал английский, на котором греческая королевская семья разговаривала между собой. Надлежащим для принцессы образованием занималась английская гувернантка. От отца девочка унаследовала любовь к рисованию.
В 1917 году, когда Марине было 10, из-за государственного переворота семья была вынуждена эмигрировать в Швейцарию, а затем во Францию. Средств не хватало, поэтому принц Николай продавал свои картины и давал уроки живописи, Елена Владимировна помогала устраиваться на новом месте эмигрантам из России, а сама Марина училась навыкам шитья. Среди её новых знакомых был и модельер Эдвард Молино. Спустя несколько лет бережливая Мария Текская убедила его сшить приданое для Марины по специальной цене. В 1921 году семья Марины вернулась в Грецию, а сама принцесса оставалась в Париже, где продолжала обучение.

## Замужество
Принцесса Марина познакомилась с будущим мужем, принцем Георгом, в 1932 году в Лондоне; принц и принцесса приходились друг другу троюродными братом и сестрой. О помолвке было объявлено 28 августа 1934 года. Первоначально тётка Георга, принцесса Виктория, рассчитывала выдать Марину за принца Уэльского, а женой Георга сделать кузину Марины, Ирину Греческую. Но летом 1934 года между Георгом и Мариной завязался роман и было принято решение о помолвке, которое горячо приветствовали и король с королевой.
Накануне свадьбы жених получил титулы герцога Кентского, графа Сент-Эндрюса и барона Даунпатрика. Георгу исполнился 31 год, Марине — 27. Их свадьба состоялась в четверг, 29 ноября 1934 года, в Вестминстерском аббатстве в Лондоне. Затем последовала греческая церемония в частной часовне Букингемского дворца. Все восхищались молодой парой: он — морской офицер по образованию, статный, светловолосый, высокий; она — с тёмными волосами, иконической красоты. После свадьбы Марина стала именоваться Её Королевское Высочество герцогиня Кентская.
Невеста была в белой с серебром шёлковой парче, пошитой по эскизам Молино командой швей, включавшей по просьбе Марины русских эмигранток. Восемь подружек невесты включали кузин Марины, греческих принцесс Ирину, Евгению и Екатерину, а также великую княжну Киру Кирилловну, принцессу Юлиану Нидерландскую, племянницу Георга Елизавету Йоркскую и кузин Георга, леди Айрис Маунтбаттен и леди Мэри Кембридж. В Королевской школе рукоделия для новобрачной в качестве свадебного подарка было создано одеяло с монограммой Марины. Принцесса Марина стала последней иностранной невестой в британской королевской семье.
После свадьбы чета проживала в особняке в Белгравии; кроме того пара также владела виллой в викторианском стиле близ Айвера в Бакингемшире, унаследованной от принцессы Виктории, скончавшейся в 1935 году. Через год после свадьбы герцогиня Кентская родила своего первенца. Всего у пары родилось трое детей:
- Эдвард Джордж Николас Пол Патрик (род. 9 октября 1935) — герцог Кентский; женат на Кэтрин Уорсли и имеет троих детей;
- Александра Елена Елизавета Ольга Кристабель (род. 25 декабря 1936) — достопочтенная леди Огилви; вдова Ангуса Огилви и мать двоих детей;
- Майкл Джордж Чарльз Франклин (род. 4 июля 1942) — женат на Марии Кристине фон Рейбниц и имеет двоих детей.

Через шесть недель после рождения младшего сына, 25 августа 1942 года, супруг Марины погиб в авиационной катастрофе на севере Шотландии во время службы в королевских военно-воздушных силах. Герцогиня Марина, как писал биограф Хьюго Викерс, стала «единственной военной вдовой в Британии, которая должна была выплатить налог на наследство».
Во время второй мировой войны Марина прошла трёхмесячные курсы медсестёр под псевдонимом сестра Кей и была зачислена в резерв гражданских медсестёр.
Личным секретарём принцессы долгие годы был сэр Филипп Хэй (1918—1986), чья жена, дама Маргарет Кэтрин (1918—1975), была дамой опочивальни королевы Елизаветы II.

## Дальнейшая жизнь
После гибели принца Георга цивильный лист на содержание его семьи был аннулирован. Принцесса Марина получала лишь скромную дотацию от королевской семьи. Это вынудило её спустя пять лет после гибели мужа выставить его имущество на аукционе Christie’s. Торги состоялись в марте 1947 года. Суммарная выручка от аукциона составила 92,3 тысячи фунтов. Тем не менее, Марина продолжала исполнять обязанности представителя королевской династии. Она была президентом Уимблдонского Всеанглийского клуба лаун-тенниса и крокета в течение 26 лет.
В 1947 году одним из главных событий года стала свадьба принцессы Елизаветы и Филиппа Маунтбаттена, который приходился Марине двоюродным братом. Марина была среди тех, кто после церемонии поставил свою подпись под брачным свидетельством молодожёнов, а её пятилетний сын Майкл был одним из двух пажей на королевской свадьбе.
В июне 1952 года герцогиня заложила камень в основание новой церкви Св. Марка в Бромли на месте церкви, разрушенной войной. В том же году принцесса совершила поездку по Дальнему Востоку, посетив Цейлон, Малайю, Борнео и Гонконг.
В марте 1957 года герцогиня Кентская представляла королеву на празднованиях Дня независимости в Гане. Пятьдесят лет спустя на празднованиях Пятидесятой годовщины провозглашения независимости королеву представлял сын Марины, Эдвард, герцог Кентский. Чуть позже принцесса посетила Мексику, ЮАР и Австралию. В сентябре 1966 года Марина представляла королеву на празднованиях Дня независимости в Ботсване. Во время всех своих путешествий Марина показала себя как вполне успешный дипломат.
Её Королевское Высочество принцесса Марина, герцогиня Кентская, скончалась в Кенсингтонском дворце 27 августа 1968 года в возрасте 61 года от неоперабельной опухоли мозга. Отпевание принцессы прошло в капелле Св. Георгия 30 августа; на церемонии присутствовали королева Елизавета II, Елизавета, королева-мать, греческий король Константин II с супругой и матерью, румынская королева-мать Елена Греческая и Датская и бывший король Италии Умберто II. Марину похоронили рядом с мужем на королевском кладбище во Фрогморе. Похороны герцогини стали последним официальным мероприятием, на котором присутствовал её деверь герцог Виндзорский, бывший король Эдуард VIII.

## Наследие
В честь Марины было названо множество организаций: Колледж принцессы Марины в Арборфилде, Беркшир; Принцесса Марина-хаус — здание Благотворительного фонда ВВС Великобритании в Растингтоне; Госпиталь принцессы Марины в Аптоне, Нортгемптоншир; Госпиталь принцессы Марины в Габороне, Ботсвана; Спортивный комплекс принцессы Марины в Рикмансуорте, Хартфордшир; Госпиталь герцогини Кентской в Сандакане, Малайзия.
После смерти Марины алмазно-жемчужная тиара, которую она надевала на коронацию Елизаветы II, отошла принцессе Майкл Кентской.

## Почётные воинские звания
- Шеф Кентского полка[англ.]
- Шеф Королевского собственного Её Величества полка Западного Кента[англ.]
- Шеф Дорсетского полка
- Шеф Шотландского полка Эссекса и Кента[англ.]
- Шеф Девонширского и дорсетского полка[англ.]
- Шеф Корпуса королевских инженеров-электриков и механиков
- Шеф Королевского (объединённого) полка[англ.]
- Почётный полковник Бакингемширского батальона оксфордширской и бакингемширской лёгкой пехоты
- Почётный полковник 4-го Батальона оксфордширской и бакингемширской лёгкой пехоты
- Почётный полковник 431-го ПВО полка Королевской артиллерии (КА)
- Почётный полковник 299-го (Королевских йоменов Бакингемшира, собственных королевских гусар Оксфордшира и Беркшира) полевого полка, КА
- Почётный полковник Бакингемширского (территориального) полка, КА
- Полковник Собственного королевского полка Баффов
- Почётный комендант Австралийской женской королевской военно-морской службы[англ.]

## Герб
Дамский (ромбический) щит рассечён:
Слева — герб Георга, герцога Кентского: щит четверочастный, дополненный серебряным турнирным воротником [титлом], зубцы которого обременены лазоревыми якорями; в первой и четвёртой частях в червлёном поле три золотых вооружённых лазурью леопарда [идущих льва настороже], один над другим [Англия]; во второй части в золотом поле червлёный, вооружённый лазурью восстающий лев, окружённый двойной процветшей и противопроцветшей лилиями внутренней каймой [Шотландия]; в третьей части в лазоревом поле золотая с серебряными струнами арфа [Ирландия].
Справа — герб Марины: в лазоревом поле прямой серебряный крест [Королевство Греция] с щитком с элементами герба Глюксбургов — четверочастный щит (щит рассечён и пересечён серебряным крестом: в первой части в золотом поле три коронованных лазоревых леопарда [идущих льва настороже], вооружённых червленью и окружённые червлёными сердцами [Дания]; во второй части в золотом поле два лазоревых леопарда [идущих льва настороже], вооружённых червленью [Шлезвиг]; в третьей части натрое: в первой части в лазоревом поле три золотые короны [Кальмарская уния]; во второй — в червлёном поле серебряный щиток, коронованный золотом; в третьей части надвое — вверху в лазоревом поле серебряный баран, вооружённый золотом [Фарерские острова], снизу в лазоревом поле серебряный белый медведь [Гренландия]; в четвёртой части надвое: вверху в золотом поле лазоревый леопард [идущий лев настороже], вооружённых червленью и крадущийся по девяти червлёным сердцам [Царство готов], внизу в червлёном поле золотой коронованный золотом дракон [Царство вандалов]) со щитком (четверочастный щит; в первой части в червлёном поле пересечённый щиток (серебро — вверху, червлень — внизу) в окружении частей листа крапивы [Гольштейн]; во второй части в червлёном поле серебряный лебедь, увенчанный наподобие ошейника золотой короной; в третьей — в червлёном поле серебряный всадник в латах на серебряном же коне с поднятым в правой руке над головой мечом того же металла, в левой руке лазоревый щит с золотым двойным крестом, седло и узда лазоревые, рукоятка меча, стремена, соединения упряжи и другие детали — золотые (Погоня); в четвёртой — в червлёном поле золотая лошадиная голова), поверх которого также располагается щиток (щит рассечён; слева — в золотом поле два червлёных пояса [Ольденбурги], справа — в лазоревом поле золотой крест [Дельменхорста]).

## В культуре
В вышедшем осенью 1969 года альбоме «Arthur (Or the Decline and Fall of the British Empire)» британской рок-группы «The Kinks» присутствует песня She’s Bought A Hat Like Princess Marina.
В 1960 году Марина, вместе с княгиней Монако и Мерл Оберон, попала в список International Best Dressed.
В ноябре 2016 года на канале Netflix стартовал телесериал «Корона»; роль Марины исполнила Рита Макдональд Дампер.

## Комментарии
1. ↑  С 1942 года — вдовствующая герцогиня Кентская.
2. ↑  Их общим предком был датский король Кристиан IX.
3. ↑  После смерти мужа и ещё до заключения брака между её сыном Эдвардом и Кэтрин Уорсли, Марина, с разрешения королевы, предпочитала именоваться ЕКВ принцесса Марина, герцогиня Кентская вместо ЕКВ вдовствующая герцогиня Кентская. После собственной свадьбы Марина именовалась ЕКВ герцогиня Кентская, но при этом она оставалась принцессой Греческой и Датской, и во вдовстве после свадьбы сына она просто вернула префикс принцессы.